# Kofiau
Kofiau est une île de l'archipel des îles Raja Ampat dans la province indonésienne de Papouasie du Sud-Ouest en Nouvelle-Guinée. L'île se trouve en mer de Seram et est baignée au nord par la mer de Halmahera.
On y retrouve le martin-chasseur de Kofiau.